# Jeff MacPherson
Jeff MacPherson (ur. 9 czerwca 1956 w Santa Ana) – amerykański kierowca wyścigowy.

## Kariera
MacPherson rozpoczął karierę w międzynarodowych wyścigach samochodowych w 1984 roku od startów w Formula Super Vee USA Robert Bosch/Valvoline Championship, gdzie dwukrotnie stawał na podium, a raz na jego najwyższym stopniu. Z dorobkiem 116 punktów uplasował się na trzeciej pozycji w klasyfikacji generalnej. W późniejszych latach pojawiał się także w stawce Formula Pacific New Zealand International Series, IndyCar World Series, Formuły 3000 oraz Mita Copiers NZ International Formula Mondial Series oraz.
W Formule 3000 Amerykanin wystartował w czterech wyścigach sezonu 1986 z brytyjską ekipą CoBRa Racing. Jednak nigdy nie zdobył punktów. Został sklasyfikowany na 28 pozycji w końcowej klasyfikacji kierowców.